# Lauritz Andersen Ring

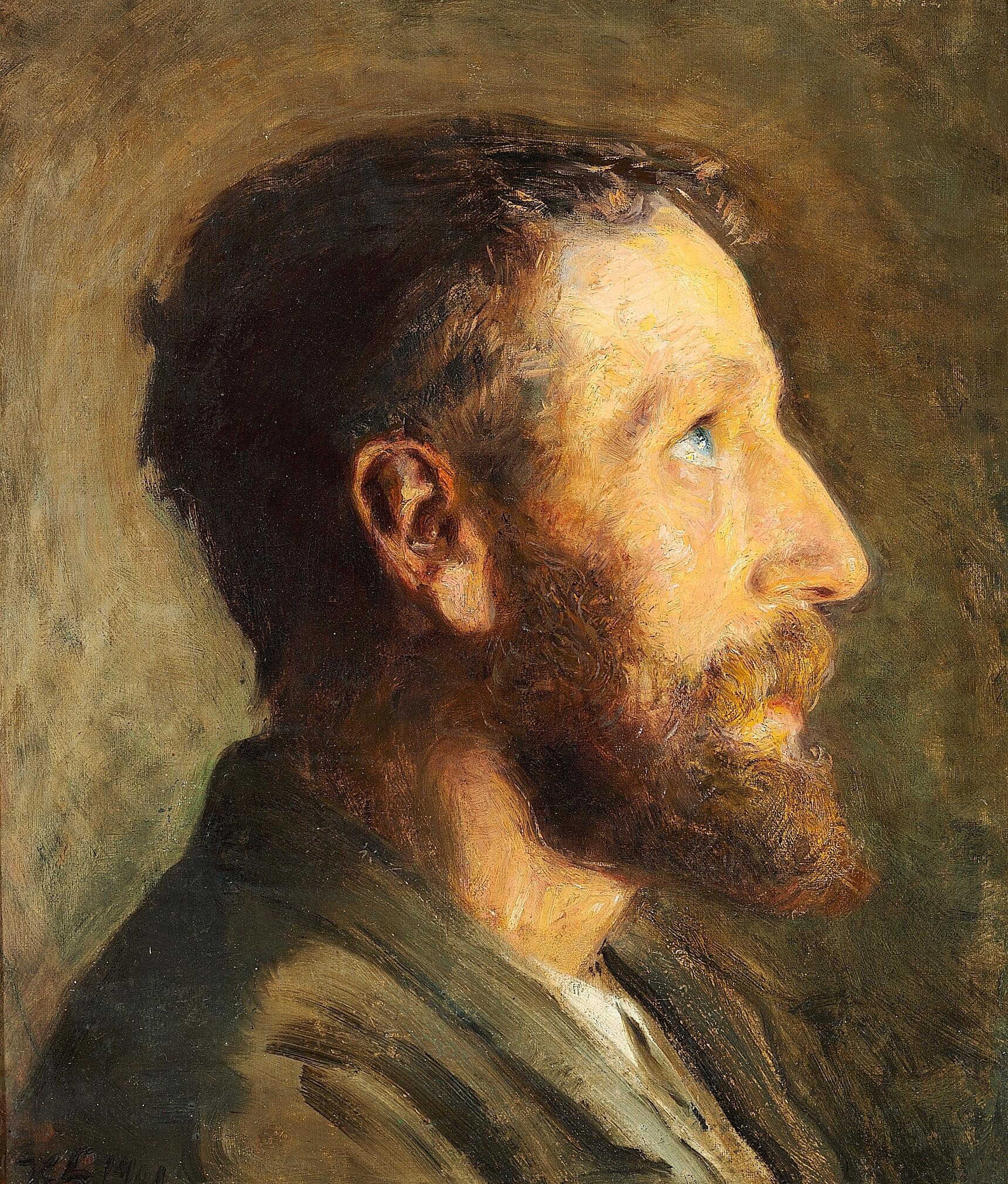
Lauritz Andersen Ring, Porträt von Knud Larsen

Lauritz Andersen Ring, auch Lars Andersen Ring, eigentlich Lauritz Andersen (* 15. August 1854 in Ring Südseeland; † 10. September 1933 in Roskilde), war ein dänischer Figuren-, Genre-, Landschafts-, Bildnismaler, Zeichner und Keramiker.

## Leben
Ring war der Sohn von Anders Olsen, einem in bescheidenen Verhältnissen lebenden Zimmermann. Er studierte in den Jahren 1875 bis 1877 an der Kopenhagener Kunstakademie bei Frederik Vermehren und Niels Simonsen. Lange hatte er Mühe, die geforderte technische Fertigkeit zu erlangen. Er setzte das Studium an der Kunstakademie in den Jahren 1884/1885 fort. Im Jahre 1886 studierte er nochmal an der Kunstakademie bei Peder Severin Krøyer.
Eine Studienreise führte ihn im Jahre 1889 nach Paris. In den Jahren 1894/1895 und 1900 hielt Ring sich in Italien auf. Dort kopierte er unter anderem Pieter Bruegel den Älteren.
Ring arbeitete in den Jahren 1890 und 1896 vorübergehend als Keramiker bei Herman Kähler in Næstved (Seeland). 1896 heiratete er dessen Tochter Sigrid Kähler, mit der er drei Kinder bekam. In den Jahren 1909 bis 1915 war er Mitglied des Akademischen-Rates.
Er war meist auf Seeland (Kopenhagen, Roskilde, Karrebæksminde, Frederiksværk und Baldersbrønde) tätig und zählt zu den bedeutendsten Malern um die Jahrhundertwende in Dänemark. Sein Stil ist durch den Übergang vom Naturalismus zum Impressionismus geprägt.
Eine Anzahl seiner Werke befindet sich in Den Hirschsprungske Samling in Kopenhagen.

## Werke (Auswahl)
- Kücheninterieur (1882).
- Lernender Bauernjunge (1883).
- Bettelkinder (1883).
- Komm mit (1884).
- Mädchen im Dachfenster (1885).
- Der Mäher (1885).
- Kirche in Mogenstrup (1888/1889).
- Sandhügel bei Nästved (1890).

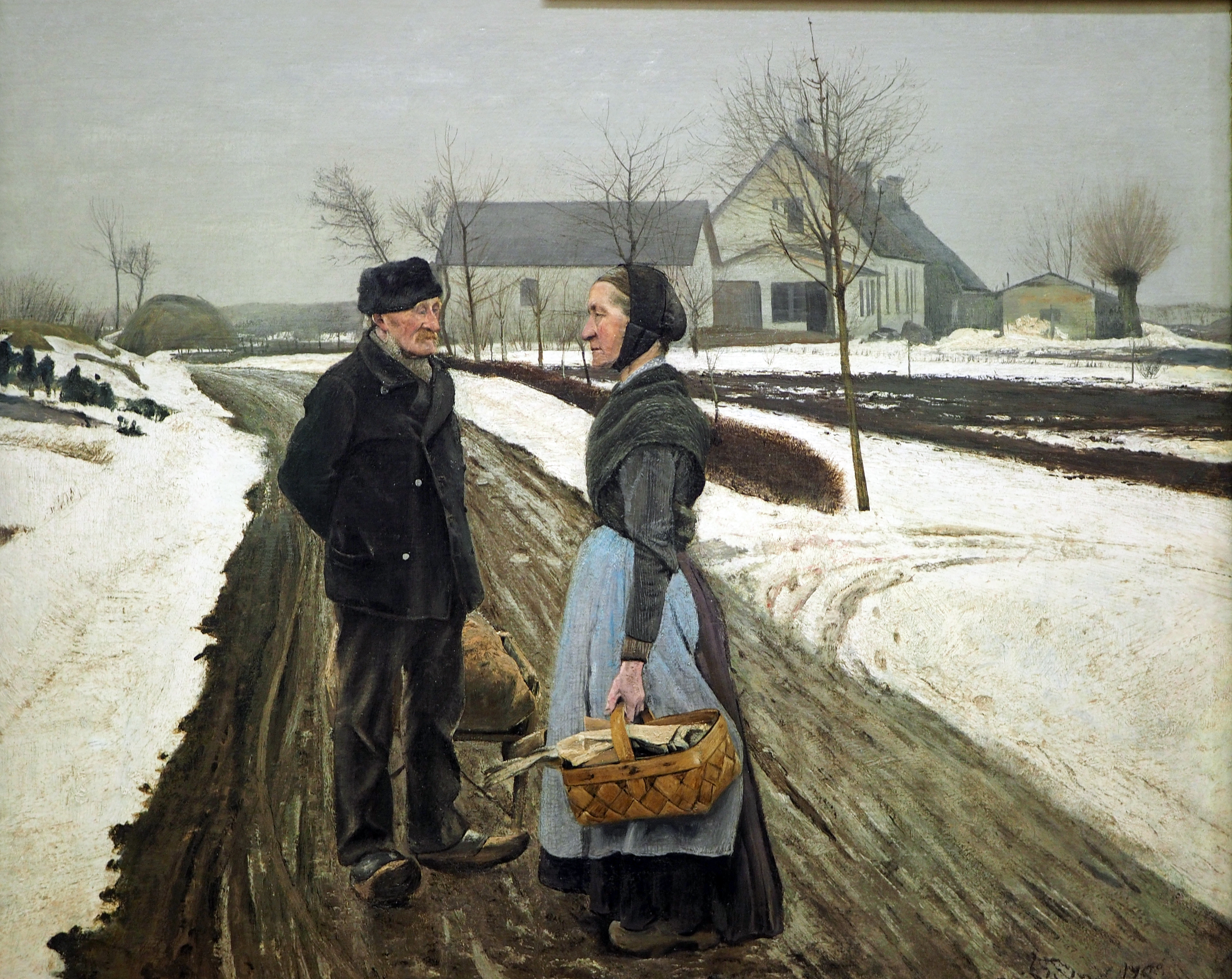
Kurzes Verweilen (1908)

- Dorfkinder verlachen einen Betrunkenen (1890).
- Frühling in Hals (1892).
- Landschaft (1893).
- Ziegelarbeiter (1893).
- Frühjahr (1895).
- Besuch wird erwartet (1897).
- Dämmerstunde (1898).
- Kirche in Melby (1899).
- Lundbyes Bank am Arresø (1899).
- Sommertag am Roskildefjord (1900).
- Landstraße in Vinderöd (1902).
- Herbsttag am Lersee (1903).
- Frühlingstag mit Aussicht über den Roskildefjord (1903).
- Auf dem Friedhof in Flöng (1904).
- Dorfstraße in Baldersbrönde (1905).
- Schneegestöber (1908).
- Das Alte Haus wird geweißt (1908).
- Fjord bei Karrebäksminde (1910).
- Kanalbrücke bei Karrebäksminde (1912).
- In Erwartung des Zuges (1914).
- Maler im Dorfe (1918).
- Kücheninterieur (1918).
- Winter (1919/1920).
- Am alten Hause (1919/1920).
- Bildnis des Architekten A. L. Clemmensen (1920).